# Goeppert-Mayer (inslagkrater)
Goeppert-Mayer is een inslagkrater op Venus. Goeppert-Mayer werd in 1991 genoemd naar de Pools-Amerikaanse natuurkundige en Nobelprijswinnares Maria Goeppert-Mayer (1906-1972).
De krater heeft een diameter van 33,5 kilometer en bevindt zich in het quadrangle Fortuna Tessera (V-2).
De krater ligt boven een helling aan de rand van de marerug Salme Dorsa in het zuiden van Ishtar Terra. Ten westen van de krater heeft de steile helling meer dan een kilometer reliëf. Ten westen van de krater bevindt zich de inslagkrater Kavtora.